# Beneš-Mráz
Pour les articles homonymes, voir Beneš et Mráz.
Beneš & Mráz Továrna na Letadla est un constructeur aéronautique tchécoslovaque disparu. 
La firme fut créée en février 1935 à Choceň, dans la Région de Pardubice par Pavel Beneš et Jaroslav Mráz. Le premier n’était pas un nouveau venu dans l’industrie aéronautique puisqu’en 1919 il avait fondé avec Miroslav Hajn la firme Avia, devenu une filiale du groupe Škoda Holding en 1928. En 1930, il avait rejoint ČKD-Praga, produisant l’année suivante le Praga E-39. Souhaitant réaliser uniquement des avions civils de sport et de tourisme, il s'associa en 1935 à Jaroslav Mráz. 
Sous l’occupation allemande, Beneš-Mráz se trouva contrainte de produire en série des monomoteurs Fieseler Fi 156 « Storch » et des planeurs d’entrainement DFS Kranich destinés à la Luftwaffe.
À la Libération, l’entreprise fut reconstituée sous le seul nom de Mráz mais connut une existence courte, ne parvenant pas à concurrencer les monomoteurs Zlín Z 26 Trener produits par Moravan Otrokovice.

## Produits

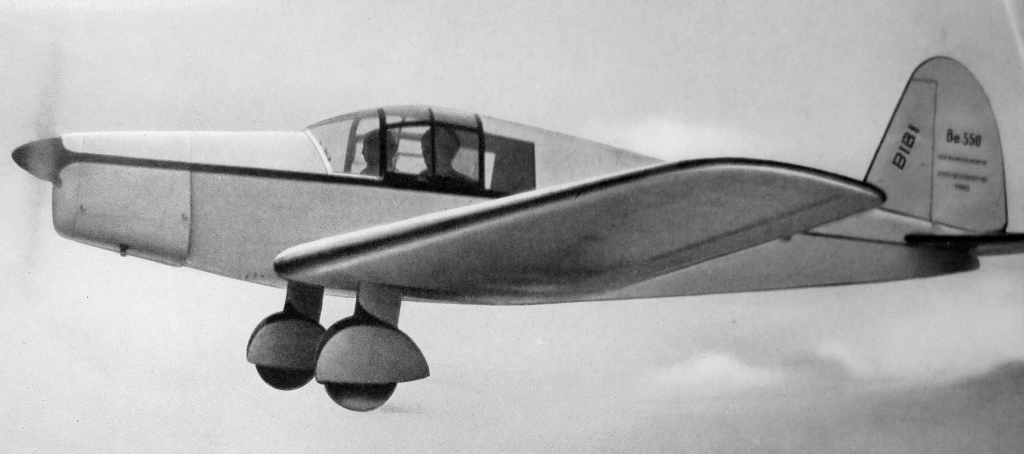
Be-550 Bibi.

- Be-50 Beta-Minor[1] (entrainement, 1935, série)
- Be-51[1]  (1937, série)
- Be-52 Beta-Major[2]   (1936)
- Beneš-Mráz Be-53[2]
- Be-56[2]  (1936)
- Be-60 Bestiola[2]  (1935, série)
- Be-150 Beta-Junior[2] (1936, série)
- Be-156[2] (1935)
- Be-250 Beta Major[2] (1936, série)
- Be-251[2] (1938)
- Be-252 Beta Scolar[1] (1937)
- Be-352[2](1939, projet)
- Be-501[2]
- Be-502[2]
- Be-550 Bibi[1]  (1936, série)
- Be-555 Super Bibi[2] (1938, série)
- Mráz K-65 Čáp - copie du Fieseler Fi 156
- Mráz M.1 Sokol (1946)
- Mráz M-2 Skaut (1948)
- Orličan L-40 Meta Sokol (1956)